# Niemiecka szkoła geograficzna
Niemiecka szkoła geograficzna – najstarsza narodowa geograficzna szkoła naukowa. Została stworzona przez K. Rittera. Początkowo zasłynęła z geografii ogólnej, zarówno fizycznej, jak i społeczno-ekonomicznej, później rozwinęła się geografia regionalna Niemiec oraz innych krajów i kontynentów, co stało się specjalnością geografii niemieckiej. Rozwinęła się także nauka o krajobrazie geograficznym i kartografia; znaczny jest udział geografów niemieckich w badaniach polarnych. Wpływ Niemieckiej Szkoły Geograficznej zaznaczył się wyraźnie w polskiej geografii przed I wojną światową, z racji studiów odbywanych przez wielu polskich geografów na Uniwersytecie Wiedeńskim.
Najważniejsi przedstawiciele Niemieckiej Szkoły Geograficznej: O. Peschel, F. Ritchofen, A. Penck, W. Penck, F. Machatschak, C. Troll, J. Sölsch (geomorfolodzy), J. Hanh, F. Köppen A. Defnat (klimatolodzy), C. Achott (oceanograf), K. Rühl, O. Maull, K. Sapper (geografowie przemysłu).